# Assassinato de Ilan Halimi
O assassinato de Ilan Halimi foi o sequestro, tortura e assassinato de um jovem francês de ascendência judaica marroquina na França em 2006. Halimi foi sequestrado em 21 de janeiro de 2006 por um grupo que se autodenomina a Gangue dos Bárbaros. Os sequestradores, acreditando que todos os judeus eram ricos, contataram repetidamente a família modestamente situada da vítima exigindo grandes somas de dinheiro. Halimi foi mantido em cativeiro e torturado por três semanas, e morreu devido aos ferimentos. O caso chamou a atenção nacional e internacional como exemplo de antissemitismo na França.

## Rapto
Halimi era um vendedor de telefones celulares que vivia em Paris com sua mãe divorciada e suas duas irmãs. Em 20 de janeiro de 2006, um dos autores, Sorour Arbabzadeh (conhecido como Yalda ou Emma), uma mulher de 17 anos de origem franco-iraniana, foi à loja de telefones em Paris onde Halimi trabalhava e começou uma conversa com ele. Ela eventualmente pediu o número de Halimi, que ele deu a ela, e deixou a loja. A mulher ligou para ele na noite seguinte e disse para ele vir ao apartamento dela para beber. Ele foi atraído para um bloco de apartamentos nos banlieues parisienses onde foi emboscado e mantido em cativeiro pelo grupo na chegada.Ninguém viu ou ouviu falar de Halimi até a tarde seguinte, quando sua irmã recebeu um e-mail contendo uma foto que mostrava Halimi amordaçado e amarrado a uma cadeira com uma arma na cabeça. Em texto, os sequestradores ameaçaram sua vida e exigiram 450.000 euros de sua família, afirmando que o matariam se fossem à polícia. Não tendo o dinheiro, porém, a família de Halimi não tinha outra opção a não ser entrar em contato com a polícia.
A decisão da polícia de manter certos assuntos em segredo foi vista como contraprodutiva, e pode ter evitado um composto facial de Sorour Arbabzadeh ("Emma"), a garota que atraiu Halimi para o apartamento. Investigation showed that more than twenty people, some of them teenagers, took part directly or indirectly in the kidnapping. A investigação mostrou que mais de vinte pessoas, algumas delas adolescentes, participaram direta ou indiretamente do sequestro. Alguns deles mais tarde alegaram que nunca souberam seu destino, e Arbabzadeh (que tinha dezessete anos na época), mais tarde enviou uma carta para sua família para dizer o quanto ela estava arrependida.
Uma mulher, chamada Audrey L., se rendeu depois que a polícia divulgou uma foto composta facial. Ela apontou para os Bárbaros, uma gangue de imigrantes africanos que haviam cometido abduções semelhantes no passado. Nos dias seguintes, a polícia francesa prendeu 15 pessoas ligadas ao crime. O líder da gangue, Youssouf Fofana (nascido em 1980), que havia nascido em Paris para pais da Costa do Marfim,fugiu para a terra natal de seus pais junto com a mulher usada como isca..

### Resgate
Os sequestradores originalmente pensavam que Halimi era rico porque ele veio de uma família judia, embora ele veio do mesmo bairro pobre e operário nos arredores de Paris como os sequestradores. De acordo com o então ministro do Interior Nicolas Sarkozy,membros da gangue confessaram que acreditavam que todos os judeus eram ricos e isso os motivou a atingir vários judeus.
Para convencer os pais de Halimi de que seu filho havia sido sequestrado, os sequestradores enviaram uma foto do jovem sendo ameaçado por uma arma e segurando um jornal para provar a data e a hora.

### Investigação policial
A polícia francesa foi duramente criticada porque inicialmente acreditava que o antissemitismo não era um fator no crime. A polícia atribuiu à subcultura de gangues banlieues uma "mentalidade venenosa que designa os judeus como inimigos, juntamente com outros 'forasteiros'", como americanos, franceses comuns e europeus em geral. "Se eles pudessem ter colocado as mãos em um policial francês (não judeu) da mesma maneira, provavelmente teriam feito a mesma coisa", opinou um chefe de polícia aposentado.
Ruth Halimi, mãe de Ilan, posteriormente coautora de um livro com Émilie Frèche intitulado 24 jours: la vérité sur la mort d'Ilan Halimi (24 dias: a verdade sobre a morte de Ilan Halimi), lançado em abril de 2009. No livro, Ruth alegou que a polícia francesa nunca suspeitou que os sequestradores de seu filho matariam a jovem de 23 anos após três semanas em cativeiro em 2006, em parte porque não enfrentariam o caráter antissemita do crime (como relatado no jornal francês Le Figaro). Émilie Frèche afirmou que "negando o caráter antissemita, ... [a polícia] não descobriu o perfil da gangue." O livro detalha como os pais de Ilan foram orientados a ficar em silêncio durante a provação e foram ordenados a não procurar ajuda para pagar o resgate, nem mostrar a foto de seu filho para pessoas que poderiam ter apresentado informações sobre seu paradeiro.
Em entrevista à Revista Elle em 27 de março de 2009, Ruth Halimi afirmou que "a polícia estava completamente fora da marca. Eles achavam que estavam lidando com bandidos clássicos, mas essas pessoas estavam além da norma." Halimi afirmou que escreveu o livro para "alertar a opinião pública sobre o perigo do antissemitismo que voltou de outras formas, para que uma história como essa nunca mais aconteça".